# Argylia
Argylia é um género botânico pertencente à família Bignoniaceae.

## Espécies
Argylia adscendens Argylia australis Argylia bifrons
Argylia bustillosii Argylia canescens Argylia checoensis
Argylia chrysantha Argylia digitalina Argylia eremophila
Argylia farnesiana Argylia feuillei Argylia geranioides
Argylia glabriuscula Argylia glutinosa Argylia huidobriana
Argylia incana Argylia lutea Argylia potentillaefolia
Argylia puberula Argylia radiata Argylia robusta
Argylia sitiens Argylia tenella Argylia tenuifolia
Argylia tomentosa Argylia trifoliata Argylia uspallatensis
Argylia villosa Argylia viridis